# Нелиба, Ян
Ян Нелиба (чеш. Jan Neliba; род. 5 сентября 1953, Пршибрам, Среднечешский край) — чешский хоккейный тренер, в прошлом — чехословацкий хоккеист, защитник.

## Биография
Ян Нелиба является воспитанником клуба «Кладно». С родной командой он достиг почти всех своих успехов: 4 раза становился чемпионом Чехословакии, в 1977 года стал обладателем Кубка европейских чемпионов. Также в 1974 году выиграл чемпионат Чехословакии в составе йиглавской «Дуклы».
Выступал за сборную Чехословакии на Олимпийских играх 1980 года, а также на Кубке Канады и чемпионате мира 1981 года. Всего за сборную провёл 62 игры, забросил 4 шайбы.
После окончания карьеры хоккеиста стал тренером. Работал с командами «Кладно» (1993—96), «Всетин» (1996—98, 2000—03, 2004—05), «КалПа» (1998—99), «Ческе-Будеёвице» (2003—04), «Млада Болеслав» (2005—07), «Нитра» (2007—08), «Мост» (2008—09), «Зноймо» (2009—10), «Усти-на-Лабем», юниорская команда (2010—11), «Слован» (2011—12), «Фехервар» (2012—13), «Жилина» (2013—14), «Ржисуты»  (2014—15). В последнее время работал с юниорами в Кладно. За время своей тренерской карьеры 4 раза приводил команды к чемпионским титулам: 3 раза выигрывал чешскую Экстралигу с «Всетиным» и один раз словацкую со «Слованом».

## Достижения

### Игрок
- Чемпион Чехословакии 1974, 1976—78, 1980
- Обладатель Кубка европейских чемпионов 1977
- Бронзовый призёр чемпионата мира 1981

### Тренер
- Чемпион Чехии 1997, 1998, 2001
- Чемпион Словакии 2012